# Mirko Ferlan
Mirko Ferlan, glasbenik, zborovodja, * 26. februar 1977, Gorica.

## Življenje in delo
Mirko Ferlan se je rodil očetu Josipu in materi Adriani Dorini. Obvezno šolanje je opravil v Nabrežini, kjer je živel, nato je leta 1996 zaključil je slovenski Znanstveni licej France Prešeren v Trstu, istočasno je študiral harmoniko pri Glasbeni matici v Trstu s prof. Dorino Kante in je diplomiral na konservatoriju Rossini iz Pesara leta 2001. Nato je leta 2007 diplomiral še iz zborovskega dirigiranja in vokalne ter zborovske kompozicije na konservatoriju Tartini v Trstu, kjer je študiral pod mentorstvom mag. Adriana Martinollija (zborovsko dirigiranje) in prof. Marca Sofianopula (kompozicija), leta 2014 pa je dosegel še magistrsko diplomo za zborovsko dirigiranje. Stalno se izpopolnjuje na različnih seminarjih in mojstrskih tečajih s priznanimi dirigenti po Evropi in v Sloveniji: Kalman Strauzs, Peter Hanke, Georg Grün in Frieder Bernius, Simon Hassley in Steffen Schreier, Ragnar Rasmussen . 
Mirko Ferlan je sodeloval kot gostujoči dirigent z mnogimi priznanimi zbori, kot na primer z Ljubljanskimi madrigalisti, s KZ Ars atelier, z zborom Coro del Friuli Venezia Giulia in z DVS Bodeča Neža . 
Poučuje harmoniko in teoretične predmete na Slovenskem centru za glasbeno vzgojo Emil Komel v Gorici. Leta 2015 se je oženil z zborovodkinjo Matejo Černic.
Mirko Ferlan se je udejstvoval kot pevec v raznih skupinah, bil je član tržaškega stolnega zbora Capella Civica iz Trsta, pevec pri komorni zasedbi Utopia and Reality, ki sta jo vodila Ragnar Rasmussen in Urša Lah ter v drugih zborovskih sestavih. Od leta 2021 poje pri Mittelvox Ensemble, komorni skupini, ki jo sestavljajo pevci in glasbeniki iz različnih pokrajin Furlanije -Julijske Krajine in ponuja publiki kvalitetne in zanimive glasbene sporede z željo po ovrednotenju večkulturnosti svojega domačega kraja. 
Samostojno je vodil več zborov in dosegal vedno vrhunske uvrstitve na vseh tekmovanjih, na katere so se njegovi zbori vpisali. Vodil je MePZ F. B. Sedej iz Števerjana, DPZ Kraški slavček iz Nabrežine, moško vokalno skupino Sv. Jernej z Opčin pri Trstu (kasneje se je preimenovala v Vokalno skupino Stane Malič), MePZ Postojna, KZ Krog, Akademski pevski zbor Univerze na Primorskem in MePZ Vox Tergesti iz Trsta.  Med letoma 2020 in 2023 je vodil Deželni mladinski zbor Furlanije Julijske krajine (Coro Giovanile Regionale FVG). 
Večkrat je vodil strokovne pevske seminarje, ki jih prireja Zveza cerkvenih pevskih zborov Trst.
Od ustanovitve vodi dekliški pevski zbor Igo Gruden iz Nabrežine s katerim je prejel številna priznanja na regijskih, državnih in mednarodnih tekmovanjih (drugo absolutno mesto na italijanskem državnem tekmovanju »Il Garda in coro«, prvo nagrado na mednarodnem festivalu mladinskih zborov v belgijskem Neerpeltu, zlato priznanje z odliko na regijskem tekmovanju mladinskih zborov v Novi Gorici). Leta 2019 je dosegel prvo absolutno mesto na deželni reviji V Furlaniji-Julijski krajini Corovivo 2019 in prejel tudi posebno priznanje za najboljšega dirigenta tekmovanja. Leta 2021 je zbor izdal zgoščenko The fairy way - Začarana pot. 
Od ustanovitve leta 2017 je umetniški vodja moške Vokalne skupine Vihar (do leta 2023 se je skupina imenovala Fantovska skupina Devin-Nabrežina), ki je del Zveze Cerkvenih Pevskih Zborov Trst. Zasedbo sestavljajo mladi pevci, ki si nabirajo izkušnje s študijem avtorskih pesmi in ljudskih priredb pretežno iz slovenske zborovske literature. Čeprav je skupina razmeroma mlada, redno nastopa v deželi Furlaniji-Julijski krajini in v Sloveniji ter sodeluje z uveljavljenimi skupinami pri večjih zborovskih in zborovsko-instrumentalnih projektih, celovečernih koncertih in pri diskografskih projektih. Na italijanskem državnem zborovskem tekmovanju Giuseppe Savani v Carpiju (Emilija - Romanja) je leta 2024 na svojem prvem nastopu na kakšnem tekmovanju osvojila drugo nagrado v osrednji kategoriji, Mirko Ferlan pa nagrado za najboljšega dirigenta tekmovanja. Leta 2025 je bil Mirko Ferlan nagrajen za najboljši program, njegova skupina Vihar pa je zasedla prvo mesto na državnem tekmovanju moških zborov Pigarelli v Trentinu. Istega leta je z Viharjem prejel tudi dve prestižni prvi nagradi na zborovskem tekmovanju v Vittoriu Venetu.
Mirka Ferlana pri vodenju svojih zborov odlikujejo resno delo, zbranost, natančnost, študijski pristop in stalno preseganje doseženega nivoja. Seveda pa isto pričakuje in zahteva tudi od svojih pevcev, saj je lahko vsak dosežek in uspeh plod samo skupnega dela. Ferlan nenehno išče v glasbi perfekcionizem in poti, bi se mu čim bolj približal ter se zato redno izpopolnjuje in študira, da bi našel odgovore na razne strokovne izzive, ki si jih postavlja.